# Paris Rive Gauche
Paris Rive Gauche è un nuovo quartiere nel XIII arrondissement, sulla riva sinistra della Senna a Parigi. Il quartiere è delimitato dalla Senna, dai binari della Gare d'Austerlitz e dal Boulevard Périphérique. Questo lotto di 130 ettari dispone di 10 ettari di spazi verdi e 2.000 alberi. Paris Rive Gauche è divisa in tre distretti lungo la Senna: Austerlitz, Tolbiac e Massena (da nord a sud).

## Storia
Realizzato a partire dal 1995 è un agglomerato denso, compatto, multiforme, con abitanti a reddito misto, adatto ai pedoni, ai ciclisti e ricco di mezzi pubblici. Questo quartiere è stato costruito attorno a ex scali ferroviari, magazzini e attività industriali. È stato citato come un modello di progettazione urbana di qualità e integrazione della pianificazione con trasporto sostenibile.
La grande Biblioteca nazionale di Francia e l'Università Paris Diderot si trovano in questa zona, lungo il fiume.
Ospita circa 15.000 residenti, 30.000 studenti e personale universitario e 50.000 dipendenti che vi lavorano. È servito dalle stazioni Métro e RER Bibliothèque François Mitterrand, dalla linea 3A della Rete tranviaria dell'Île-de-France, alla fermata Avenue de France, e dalla stazione della metropolitana di Parigi Quai de la Gare.